# Эффект голубого поля
Энтоптический феномен голубого поля, также Феномен Ширера — энтоптический феномен зрительной системы человека. Суть заключается в эффекте маленьких ползущих продолговатых объектов по полю зрения.

Феномен Ширера

## Описание
При взгляде на чисто синее небо или на белую поверхность человек может видеть плавающие белые точки, плывущие по периферии поля зрения. Эти точки — лейкоциты, движущиеся в капиллярах перед сетчаткой глаза. Лейкоциты, в отличие от эритроцитов, не поглощают синий свет, а также создают разрывы в столбике крови, и эти разрывы выглядят как яркие точки. При рассмотрении этих точек, можно заметить тёмный хвост у них. Тёмный хвост — эритроциты, накопившиеся сзади лейкоцита.
Лейкоциты есть только на периферии поля зрения, так как в центральной ямке нет сосудов.

## Энтопскопия синего поля
В методе, известном как энтопскопия синего поля, этот эффект используется для оценки кровотока в капиллярах сетчатки. Пациенту поочередно показывают синий свет и изображение движущихся точек, созданное компьютером; регулируя скорость и плотность этих точек, пациент пытается сопоставить сгенерированное компьютером изображение с воспринимаемыми точками.